# Секс комедия в лятна нощ
„Секс комедия в лятна нощ“ (на английски: A Midsummer Night's Sex Comedy) е американска филмова комедия от 1982 година на режисьора Уди Алън.

## Сюжет
1906 година в щата Ню Йорк. Изтъкнатият философ Леополд и неговата много по-млада годеница Ариел, ще прекарат уикенд в имението на братовчедката на Леополд, Ейдриън и нейния чуден съпруг-изобретател Андрьо. Също така в списъка с гости е и лекарят-женкар Максуел, и последната му приятелка, сестра Долси. В течение на уикенда старите романси се възобновяват, развиват се нови романси и всеки се промъква зад гърба на всички останали...

## В ролите
| Изпълнител            | Роля         |
| --------------------- | ------------ |
| Уди Алън              | Андрьо       |
| Мия Фароу             | Ариел        |
| Хосе Ферер            | Леополд      |
| Джули Хагърти         | Долси        |
| Мери Стийнбъргън      | Ейдриън      |
| Тони Робъртс          | Максуел      |
| Кейт Макгрегър-Стюарт | мисис Бейкър |